# Anastasia Griffith
Pour les articles homonymes, voir Griffith.
Anastasia Griffith est une actrice anglo-française née le 23 mars 1978 à Paris.

## Biographie
Anastasia Griffith est née à Paris, d'une mère irlandaise et d'un père américain. Elle a grandi à Londres avec ses six frères aînés dont Jamie Bamber.
Elle a un diplôme en histoire de l'art à l'Université de Bristol et a ensuite été formée à l'Académie londonienne de la musique et de l'art dramatique.

## Carrière
Anastasia Griffith a fait ses débuts en scène à l'écran dans un rôle mineur, dans le téléfilm She's Gone en 2004. Toujours la même année, elle est apparue dans des rôles plus importants dans le téléfilm Dirty Filthy Love et la comédie Irrésistible Alfie.
En 2005, elle débute sur le petit écran avec la série La pire semaine de ma vie. Après quelques apparitions dans des séries telles que New York, unité spéciale, Lipstick Jungle : Les Reines de Manhattan, ou encore The Cleaner, c'est en 2007 qu'elle obtient un rôle récurrent dans Damages, aux côtés de Rose Byrne, Glenn Close et Noah Bean.
En 2009, elle joue dans Trauma, mais NBC annule la série après une saison. Elle enchaîne avec un rôle durant quelques épisodes de Royal Pains et en 2011, elle intègre la distribution de Once Upon a Time, jusqu'en 2012. Elle reprendra son rôle durant un épisode en 2014. Elle joue ensuite dans The Wrong Mans, Elementary, Zoo, ou encore The Blacklist.
En 2018, elle retrouve un rôle important dans la série Deep State, aux côtés de Mark Strong.

## Filmographie

### Cinéma

#### Longs métrages
- 2004 : Irrésistible Alfie (Alfie) de Charles Shyer : Chyna
- 2005 : 1520 par le sang du glaive The Headsman ou Shadow of the Sword) de Simon Aeby : Anna
- 2009 : Solitary Man de Brian Koppelman et David Levien : Carol Salomonde

#### Court métrage
- 2004 : Turn de Joseph White

### Télévision

#### Séries télévisées
- 2005 : La pire semaine de ma vie (The Worst Week of My Life) : Cordelia
- 2007 : New York, unité spéciale (Law and Order : Special Victims Unit) : Leah Keegan (saison 9, épisode 9)
- 2007 - 2009 : Damages : Katherine "Katie" Connor
- 2008 : New Amsterdam : Hannah Cleary
- 2008 : Lipstick Jungle : Les Reines de Manhattan (Lipstick Jungle) : Kelly Parker
- 2008 : The Cleaner : Kate Gibbons
- 2009 : Médium : Samantha Emory
- 2009 - 2010 : Trauma : Nancy Carnahan
- 2010 - 2011 : Royal Pains : Dr Emily Peck
- 2011 : Once Upon a Time : Kathryn Nolan / Princesse Abigail
- 2012 - 2013 : Copper : Elizabeth Haverford
- 2013 : Banshee : Dr Paradis
- 2014 : The Wrong Mans : Agent Miller
- 2015 : Les Mystères de Laura (The Mysteries of Laura) : Angela Ryan
- 2015 : Elementary : Agatha Spurrell
- 2015 : Zoo : Audra Lewis
- 2017 : Blacklist (The Blacklist) : Emma Knightly
- 2018 - 2019 : Deep State : Amanda Jones

#### Téléfilms
- 2004 : She's gone d'Adrian Shergold : Une prostituée
- 2004 : Dirty Filthy Love d'Adrian Shergold : Stevie
- 2011 : Grossesse en danger (And Baby Will Fall) de Bradley Walsh : Ivy Rose